# Нырков, Даниил Владимирович
Даниил Владимирович Нырков (род. 30 июля 2002, Омск) — казахстанский футболист, защитник клуба «Иртыш» и молодёжной сборной Казахстана.

## Клубная карьера
Футбольную карьеру начинал в 2021 году в составе клуба «Аксу-Павлодар» во второй лиге. 24 июня 2023 года в матче против клуба «Ордабасы» дебютировал в казахстанской Премьер-лиге (0:1).

## Карьера в сборной
24 сентября 2022 года дебютировал за сборную Казахстана до 21 года в матче против сборной России до 21 года (1:2).

## Клубная статистика
| Клуб             | Сезон            | Лига | Лига | Кубки | Кубки | Еврокубки | Еврокубки | Итого | Итого |
| Клуб             | Сезон            | Игры | Голы | Игры  | Голы  | Игры      | Голы      | Игры  | Голы  |
| ---------------- | ---------------- | ---- | ---- | ----- | ----- | --------- | --------- | ----- | ----- |
| Аксу             | 2023             | 8    | 0    | 0     | 0     | —         | —         | 8     | 0     |
| Аксу             | Итого            | 8    | 0    | 0     | 0     | —         | —         | 8     | 0     |
| → Аксу-Павлодар  | 2021             | 17   | 2    | —     | —     | —         | —         | 17    | 2     |
| → Аксу-Павлодар  | Итого            | 17   | 2    | —     | —     | —         | —         | 17    | 2     |
| → Экибастуз      | 2022             | 24   | 4    | —     | —     | —         | —         | 24    | 4     |
| → Экибастуз      | 2023             | 9    | 0    | —     | —     | —         | —         | 9     | 0     |
| → Экибастуз      | Итого            | 33   | 4    | —     | —     | —         | —         | 33    | 4     |
| Иртыш            | 2024             | 14   | 1    | —     | —     | —         | —         | 14    | 1     |
| Иртыш            | Итого            | 14   | 1    | —     | —     | —         | —         | 14    | 1     |
| Всего за карьеру | Всего за карьеру | 72   | 7    | 0     | 0     | —         | —         | 72    | 7     |